# Albert García Espuche
Albert García Espuche es un arquitecto e historiador nacido en Barcelona en 1951. Ha sido Responsable de Exposiciones de la Olimpíada Cultural (1988-1991), Director de Exposiciones del Centre de Cultura Contemporània de Barcelona (1991-1998), asesor de este centro (1998-1999) y, responsable del Centro de Documentación del mismo CCCB (2000-2001). Director de exposiciones del Fórum Universal de las Culturas Barcelona 2004.
Ha publicado diversas obras como historiador, entre las que destacan: Espai i societat a la Barcelona preindustrial, Editorial La Magrana, 1988; La construcció d'una ciutat. Mataró 1500-1900, Editorial Altafulla, 1989; Un siglo decisivo. Barcelona y Cataluña 1550-1640, Alianza Editorial 1998.
Como escritor, ha publicado la novela El inventario, Muchnik Editores, Grup 62, 2002.
Ha comisariado, entre otras, las exposiciones: El Quadrat d'Or, 1990; El Modernisme, 1990; Ciutats: del Globus al Satèl·lit, 1994; Retrat de Barcelona, 1995; La Ciutat Sostenible, 1998; La Reconquesta d'Europa. Espai públic europeu 1980-1999, 1999; Fes. Ciutat interior, 2002; y ha dirigido una treintena más de muestras.
Ha recibido los premios: "Premi Especial del Jurat", FAD, diseño industrial 1983; Premio Ciutat de Barcelona, Ayuntamiento de Barcelona, 1985; "Prat de la Riba", Institut d'Estudis Catalans, mejor obra de historia en catalán 1989; Festival Internacional de Vídeo de Nueva York, al mejor guion, 1991.